# Dełczewo (obwód Błagojewgrad)
Dełczewo (bułg. Делчево) – wieś w Bułgarii, w obwodzie Błagojewgrad, w gminie Goce Dełczew. Według danych szacunkowych Ujednoliconego Systemu Ewidencji Ludności oraz Usług Administracyjnych dla Ludności, 15 czerwca 2020 roku miejscowość liczyła 28 mieszkańców.

## Historia
Istnieją dowody na istnienie osady od czasów rzymskich. Otwarta wieża obserwacyjno-ochronna świadczy o różnych działaniach z tamtych czasów. Niemniej oficjalnie jako osada wieś pojawiła się w XVII wieku jako tureckie gospodarstwo rolne (folwark), do 1912 znajdowała się pod panowaniem osmańskim. A do 1934 roku nazywała się Jucz Duruk. W 1873 roku w miejscowości żyło 250 Bułgarów w 69 domach. Według statystyk Wasiła Kynczowa w końcowych latach XIX wieku we wsi żyło 560 Bułgarów chrześcijan W latach 1908–1909 wieś liczyła 126 domów bułgarskich z populacją 613 osób.

## Architektura

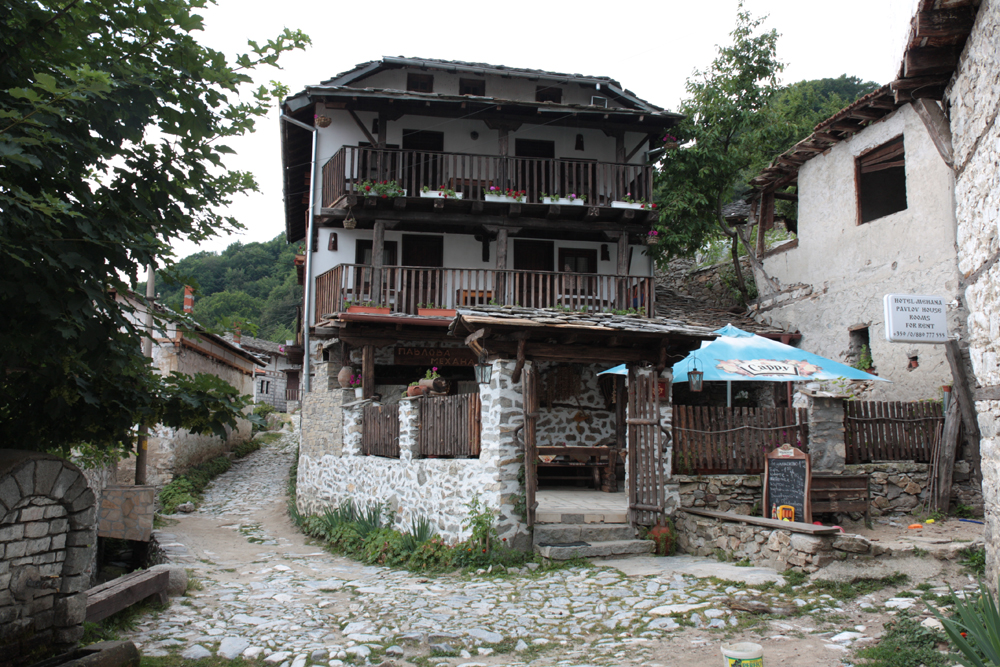
Pawłowa kyszta

Wieś posiada niepowtarzalny wygląd architektoniczny, który harmonijnie łączy strome ukształtowanie terenu, amfiteatralne usytuowanie domów oraz wąskie, brukowane uliczki. Większość budynków mieszkalnych została zbudowana na przełomie XIX i XX wieku przez miejscowych rzemieślników. Należą do stylu bułgarskiego odrodzenia narodowego: 27 z nich to zabytki kultury.

## Osoby związane z miejscowością

### Urodzeni
- Sergij Szapkow (1949) – bułgarski duchowny, rektor